# Autoavaliações centrais
As autoavaliações centrais (do inglês: core self-evaluations) representam um traço de personalidade estável que abrange o subconsciente de um indivíduo, avaliações fundamentais sobre o mesmo, suas próprias habilidades e seu próprio controle. As pessoas que têm autoavaliações altas pensam positivamente em si mesmas e confiam em suas próprias habilidades. Por outro lado, as pessoas com autoavaliações baixas terão uma avaliação negativa de si mesmas e não terão confiança. O conceito de autoavaliações centrais foi examinado pela primeira vez por Judge, Locke e Durham (1997) e envolve quatro dimensões da personalidade: lócus de controle, neuroticismo, autoeficácia generalizada e autoestima. A característica se desenvolveu como um preditor disposicional da satisfação no trabalho, mas se expandiu para prever uma variedade de outros resultados. As autoavaliações centrais são particularmente importantes porque representam um traço de personalidade que permanecerá consistente ao longo do tempo. Além disso, a maneira pela qual as pessoas se avaliam usando autoavaliações centrais tem a capacidade de prever resultados positivos no trabalho, especificamente satisfação no trabalho e desempenho no trabalho. Essas relações inspiraram quantidades crescentes de pesquisas sobre autoavaliações centrais e sugerem implicações valiosas sobre a importância que essa característica pode ter para as organizações.

## Definições das quatro dimensões

### Lócus do controle
O construto lócus de controle indica uma tendência para os indivíduos atribuírem os eventos da vida a suas próprias ações ou a forças externas além de seu controle. Existem duas classificações básicas de lócus de controle: interno e externo. Internos acreditam que controlam seu próprio ambiente, enquanto externos acreditam que forças externas controlam suas vidas. Aqueles com um lócus de controle interno são mais propensos a ficar satisfeitos com seu trabalho e vida porque acreditam em seu próprio controle sobre a situação.

### Neuroticismo
O neuroticismo, também um traço de personalidade das Cinco Grandes, é definido como uma tendência duradoura de experimentar emoções desagradáveis (por exemplo, raiva, ansiedade, depressão) facilmente. Aqueles ricos em neuroticismo reagem mais negativamente ao estresse, são propensos a ansiedade e suscetíveis a sentimentos de desamparo. Neuroticismo, quando examinado como parte das autoavaliações centrais, é conceituado como seu oposto, estabilidade emocional (isto é, não-neuroticismo). De fato, porque o neuroticismo e a estabilidade emocional são simplesmente rótulos para dois lados da mesma característica, eles são frequentemente usados de forma intercambiável na literatura.

### Autoeficácia generalizada
Autoeficácia generalizada, adaptada da definição original de autoeficácia de Albert Bandura, é definida como uma estimativa individual de sua própria capacidade de ter um bom desempenho e lidar com uma variedade de situações. Embora um indivíduo possa diferir nos níveis de autoeficácia em diferentes domínios, a autoeficácia generalizada é a estimativa global da capacidade em uma ampla gama de situações e pode ser considerada uma característica estável. Indivíduos com alta autoeficácia generalizada têm mais probabilidade de assumir novas tarefas que permitem o crescimento de sua capacidade e são mais persistentes do que aqueles com baixa autoeficácia generalizada.

### Auto estima
A auto-estima reflete a avaliação geral de uma pessoa de seu próprio valor. A autoestima pode, de fato, ser um dos domínios essenciais de autoavaliação mais centrais, porque é o valor geral que se atribui a si mesmo como pessoa.

## Autoavaliações centrais
A característica principal das autoavaliações foi desenvolvida por meio do estudo da satisfação no trabalho. Historicamente, três modelos foram utilizados para estudar a satisfação no trabalho.
- A abordagem situacional/características do trabalho, que atribui a satisfação ao trabalho a fatores externos, como as características do próprio trabalho,
- A abordagem disposicional, que atribui a satisfação no trabalho a traços de personalidade internos e estáveis, e
- A abordagem interacionista, que atribui a satisfação no trabalho a uma interação entre fatores situacionais e disposicionais.

As abordagens situacional e interacionista receberam a maior parte do apoio na literatura anterior. Reconhecendo essa disparidade, as autoavaliações centrais foram desenvolvidas em um esforço para aumentar a exploração da abordagem disposicional à satisfação no trabalho.

### Seleção das principais características da autoavaliação
Enquanto investigava o modelo disposicional, Judge et al. (1997) argumentaram que as características com maior probabilidade de prever satisfação no trabalho manteriam três características importantes: focada na avaliação, fundamental e de amplo escopo.
1. Focado na avaliação : Uma característica avaliativa é aquela que envolve um julgamento de valor fundamental sobre si mesmo, em vez de uma descrição simples ("sou confiante e digno" versus "sou ambicioso"). A satisfação no trabalho é, por si só, uma avaliação que as pessoas fazem sobre seus empregos; portanto, as avaliações de um indivíduo, especialmente aquelas sobre como pensam e se valorizam, devem ter um grande efeito na satisfação no trabalho.
2. Fundamental: Uma característica fundamental, também chamada de origem, é básica e subjacente. Traços fundamentais juntos causam traços "superficiais" mais amplos,[9] e afetam todas as outras avaliações mais específicas. Por exemplo, insegurança e frustração são consideradas características de origem que geralmente predizem a característica superficial da agressão. Características fundamentais terão um efeito mais forte e consistente na satisfação no trabalho do que características superficiais.[1]
3. Grande escopo: uma característica de grande alcance ou global, provavelmente irá generalizar para o local de trabalho do que uma característica específica. Por exemplo, uma avaliação global do valor de alguém irá prever melhor a satisfação geral no trabalho do que uma avaliação específica da capacidade artística de alguém.

Usando as características acima, quatro traços de personalidade bem estudados; lócus de controle, neuroticismo, auto-eficácia generalizada e auto-estima foram escolhidos como possíveis preditores disposicionais da satisfação no trabalho. Cada característica já havia se apresentado como um preditor relativamente poderoso de vários resultados no trabalho; no entanto, até esse momento, os poderes preditivos dessas características só haviam sido estudados isoladamente. Quando estudados juntos, Judge et al. (1997) descobriram que esses quatro traços formariam um traço de personalidade mais amplo, denominado autoavaliações centrais, que poderiam prever melhor a satisfação no trabalho do que cada traço individual quando examinado sozinho. Em outras palavras, os níveis relativos de cada uma dessas quatro características em um indivíduo podem ser explicados por uma característica subjacente ampla; autoavaliações fundamentais. Além disso, a combinação dessas características permitiu uma melhor previsão da satisfação no trabalho e, posteriormente, uma variedade de outros resultados.

### Relação entre os traços
Lócus de controle, neuroticismo, auto-eficácia generalizada e auto-estima têm muitas semelhanças conceituais, mas além de afirmar que as semelhanças existem, esses traços raramente foram estudados juntos até sua integração no traço subjacente comum das autoavaliações centrais. Muitos pesquisadores da psicologia da personalidade argumentam que características específicas foram propostas e estudadas sem considerar que essas características têm um núcleo amplo e comum. Muitas dessas características se correlacionam tão altamente que devem ser consideradas medidas do mesmo construto, que ocorre com os quatro traços das principais autoavaliações. Essas características estão intimamente relacionadas e cada uma delas prevê apenas uma pequena parte da satisfação no trabalho por si só. No entanto, quando combinados em uma característica central (ou seja, autoavaliações centrais), seu poder preditivo aumenta.

### Comparações com o modelo de cinco fatores e afetividade positiva/negativa
O principal traço de autoavaliação provou ser um preditor disposicional valioso da satisfação no trabalho, demonstrando um poder preditivo mais forte do que os traços de personalidade das Cinco Grandes ou Afetividade Positiva/Negativa.

#### Modelo de cinco fatores ("Cinco grandes traços de personalidade")
Há ceticismo de que as autoavaliações centrais contribuam com qualquer valor preditivo acima do que os traços de personalidade das Cinco Grandes - agradabilidade, consciência, extroversão, neuroticismo, abertura) – são capazes de prever. Alguns argumentam que os indicadores de características das autoavaliações centrais são os mesmos de várias conceituações do componente neuroticismo dos Grandes Cinco. Embora seja verdade que algumas definições de neuroticismo incluem todos os quatro traços da CSE, os Cinco Grandes não se referem explicitamente à auto-estima na descrição do neuroticismo, nem a auto-estima é uma das facetas do neuroticismo em seu modelo. Portanto, a conceitualização do neuroticismo nos Grandes Cinco é mais estreita do que nas autoavaliações centrais. Além disso, nenhuma escala de neuroticismo existente mede a auto-estima. Além disso, as medidas do neuroticismo incluem apenas perguntas descritivas e não contêm um componente avaliativo.

#### Afetividade positiva/negativa (PA/NA)
A disposição afetiva, a tendência a experimentar principalmente estados emocionais positivos ou negativos, tem sido frequentemente estudada como um correlato da satisfação no trabalho. Embora a disposição afetiva influencie a satisfação no trabalho, uma medida de afetividade positiva ou negativa não explica uma variação única na satisfação no trabalho além da explicada pelas autoavaliações individuais individuais de auto-estima e neuroticismo. De fato, as medidas das autoavaliações principais explicam uma variação significativa na satisfação no trabalho e na vida não explicada pelas escalas de PA/NA.

## Medição
Anteriormente, as tentativas de medir a característica CSE eram indiretas, exigindo que a característica fosse extraída das quatro escalas que mediam cada característica individual. No entanto, uma escala de autoavaliação direta, o CSES, foi recentemente desenvolvida e comprovada como confiável e válida. Embora alguns pesquisadores ainda favoreçam o uso de escalas de características individuais para medir autoavaliações centrais, o uso da medida direta está se tornando mais popular na literatura recente.
Há várias razões pelas quais a medição indireta anterior do traço CSE foi considerada uma limitação da pesquisa em CSE:
1. Comprimento: as escalas diretas são capazes de medir a característica subjacente em um número menor de itens.
2. Validade: É provável que escalas diretas sejam mais válidas porque são projetadas para medir a característica subjacente em si, em vez de indicadores da característica.
3. Consistência: a maioria das características da pesquisa de personalidade contemporânea é medida em escalas diretas relativamente curtas.

### A escala de autoavaliações centrais (CSES)
O CSES (do inglês: core self-evaluations scale) consiste em 12 itens e usa uma escala Likert de cinco pontos (ou seja, discordo totalmente, discordo, neutro, concordo, concordo totalmente) para pontuar as respostas. Os itens de amostra estão abaixo:
- "Estou confiante em obter o sucesso que mereço na vida."
- "Às vezes me sinto deprimido."
- "Às vezes, quando falho, me sinto inútil."
- "Estou cheio de dúvidas sobre minha competência.
- "Eu determino o que vai acontecer na minha vida."

## Resultados

### Satisfação no trabalho
Um dos relacionamentos mais consistentes e significativos que foi examinado na literatura é o relacionamento entre as autoavaliações centrais e a satisfação no trabalho. De fato, quando Judge et al. (1997) desenvolveram o construto de autoavaliações centrais, em um esforço para identificar um preditor disposicional válido de satisfação no trabalho. Desde a criação desse construto no juiz et al. (1997), a pesquisa continuou apoiando a relação entre as autoavaliações centrais e a satisfação no trabalho, o que sugere que as pessoas que se avaliam positivamente (ou seja, se classificam muito bem nas autoavaliações centrais) têm maior probabilidade de ficar satisfeitas com seus empregos . Pesquisas adicionais também confirmaram que os traços de CSE podem prever a satisfação no trabalho ao longo do tempo. As pessoas que têm autoavaliações positivas provavelmente ficarão satisfeitas com seus empregos ao longo de toda a vida passada no ambiente de trabalho.

#### Papel das características percebidas do trabalho
Características do trabalho são atributos do trabalho que as pessoas tradicionalmente consideram importantes, incluindo o grau em que se identificam com as tarefas que estão realizando (identidade), o grau em que recebem tarefas diversas (variedade), o grau em que sentem seu trabalho afeta os outros (significado), até que ponto eles recebem feedback produtivo de seu trabalho (feedback) e até que ponto eles sentem que têm permissão para tomar suas próprias decisões em seu trabalho (autonomia). Essas características desempenham um papel importante ao influenciar a relação entre as principais autoavaliações de um indivíduo e sua satisfação com o trabalho. Estudos descobriram que as características percebidas no trabalho mediam parcialmente a relação entre as autoavaliações centrais e a satisfação no trabalho. Em outras palavras, uma pessoa que se avalia positivamente (ou seja, possui autoavaliações centrais) e adquiriu um emprego que engloba as características mencionadas acima de identidade, variedade, significado, feedback e autonomia, será mais provável que fique satisfeito com o trabalho.
Existem várias explicações teóricas para essa relação de mediação abordadas na literatura. Primeiramente, sugere-se que a relação entre autoavaliações centrais, características do trabalho e, portanto, satisfação no trabalho possa ser explicada por dois possíveis modelos de mediação. O primeiro modelo, conhecido como modelo de mediação de ações, sugere que os respectivos níveis de autoavaliações centrais dos indivíduos influenciam as ações que eles tomam para obter trabalho com as características adequadas do trabalho. De acordo com este modelo, aqueles com alta autoavaliação serão mais propensos a procurar ambientes de trabalho que lhes permitam tirar conclusões positivas sobre seu trabalho. Em outras palavras, aqueles que têm avaliações positivas de si mesmos (ou seja, autoavaliações de alto nível) terão mais probabilidade de procurar e obter empregos com as características necessárias e, consequentemente, com alta satisfação no trabalho. O modelo de mediação de ação também explica que um indivíduo com alto nível de autoavaliação pode tomar mais medidas para alterar as características de um emprego que ele ou ela já obteve. Por exemplo, indivíduos de autoavaliação de alto núcleo podem ter mais probabilidade de buscar feedback do que indivíduos de autoavaliação de baixo núcleo e, portanto, perceberão níveis mais altos de feedback no trabalho e maior satisfação no trabalho.
O segundo modelo, o modelo de mediação da percepção, sugere que indivíduos com autoavaliações mais altas terão maior probabilidade de perceber níveis mais altos das características apropriadas do trabalho do que indivíduos com autoavaliações mais baixas. Por exemplo, aqueles com baixa característica de CSE provavelmente perceberão menos autonomia no trabalho e, portanto, terão menor satisfação no trabalho porque acreditam que forças externas controlam suas vidas. Por outro lado, aqueles com alto nível de característica de CSE provavelmente perceberão maior autonomia no trabalho porque acreditam que controlam seu próprio ambiente e, consequentemente, também perceberão maior satisfação no trabalho.
Por fim, um estudo de 2009 realizado por Stummp et al. expande pesquisas anteriores sobre a relação principal de autoavaliação, característica do trabalho e mediação da satisfação no trabalho, examinando qual característica do trabalho é mais importante para esse link. Este estudo constatou que o significado da tarefa teve a maior influência na relação entre as autoavaliações centrais e a satisfação no trabalho. Usando o modelo de mediação da percepção, isso sugere que as pessoas com alto nível de autoavaliação perceberão seu trabalho como mais importante para os outros e, portanto, ficarão mais satisfeitas. Por outro lado, este estudo reconheceu que outra explicação poderia ser que aqueles com autoavaliações de alto nível estão confiantes em suas ações e buscarão objetivos mais ambiciosos, que levarão a uma maior percepção da significância percebida e, posteriormente, a uma maior satisfação no trabalho. Essa é a explicação que o modelo de mediação de ação sugere. Mais do que provável, é uma combinação dos dois modelos que explica o papel das características do trabalho na relação entre autoavaliações centrais e satisfação no trabalho.

#### Papel da complexidade do trabalho
Os estudos das características do trabalho concentram-se principalmente nas características percebidas do trabalho, que são medidas subjetivamente. No entanto, também foi demonstrado que medidas objetivas das características do trabalho, como o grau de desafio de um trabalho (ou seja, sua complexidade), também podem influenciar a relação entre as autoavaliações centrais e a satisfação no trabalho. Especificamente, a complexidade do trabalho medeia parcialmente o relacionamento entre as autoavaliações principais e a satisfação no trabalho, de modo que um indivíduo com alto nível de escolaridade com um trabalho complexo tenha maior probabilidade de se satisfazer com o trabalho. Similar às características do trabalho, há mais de uma explicação para esse relacionamento. Pode ser que as pessoas com alto nível de autoavaliação sejam atraídas para trabalhos mais complexos porque vêem uma oportunidade para maiores recompensas intrínsecas. No entanto, também pode ser o caso de pessoas com autoavaliações importantes perceberem maior complexidade em seus trabalhos. Judge et al. (2000) mediram a complexidade do trabalho usando títulos e confirmaram essas duas explicações; constatando que indivíduos com autoavaliações importantes não apenas percebiam maior complexidade no trabalho, mas também tinham maior probabilidade de realizar trabalhos complexos, o que levou a uma maior satisfação no trabalho.

#### Papel da congruência de objetivos
A congruência com os objetivos também desempenha um papel na influência do relacionamento entre as principais autoavaliações e a satisfação que se tem com o trabalho. A teoria por trás da congruência de objetivos argumenta que as pessoas que escolhem objetivos auto-concordantes (ou seja, congruentes) serão mais felizes com os objetivos que perseguem, terão mais chances de se esforçar para alcançá-los e, consequentemente, terão mais chances de atingir seus objetivos. Objetivos auto-concordantes incluem objetivos que se concentram em fatores intrínsecos. Por exemplo, uma pessoa que busca uma meta auto-concordante escolhe uma meta que julga ser pessoalmente importante e da qual desfrutará. Por outro lado, as metas que não são auto-concordantes se concentrarão em mais fatores externos. Uma pessoa que escolhe um objetivo não-concordante se concentrará em evitar emoções negativas (por exemplo, ansiedade ou culpa), em satisfazer os desejos de outras pessoas ou em recompensas externas, como dinheiro. Judge, Bono, Erez e Locke (2005) descobriram que a congruência de objetivos, ou a escolha de objetivos auto-concordantes, medeia parcialmente a relação entre as autoavaliações centrais e a satisfação no trabalho. Os autores explicam que indivíduos com auto-estima positiva (ou seja, autoavaliações de alto núcleo) acreditam ser capazes e competentes e terão menos probabilidade de serem afetados por fatores externos; portanto, é mais provável que eles escolham objetivos auto-concordantes, o que levará a uma maior satisfação. Por outro lado, indivíduos com auto-estima negativa serão suscetíveis a fatores externos como ansiedade e culpa. É mais provável que essas pessoas busquem objetivos não auto-concordantes e relatem menor satisfação no trabalho.

### Desempenho no trabalho
O desempenho no trabalho é outro resultado consistente e importante das avaliações do núcleo. Muitas teorias se desenvolveram sobre como o traço de CSE está relacionado ao desempenho no trabalho; a mais popular dessas teorias argumenta que as pessoas com autoavaliações mais importantes serão mais motivadas a ter um bom desempenho porque estão confiantes de que têm a capacidade de fazê-lo. Outra teoria sugere que a ligação entre o núcleo autoavaliações e desempenho pode ser atribuído aos supervisores apreciando a positividade dos indivíduos CSE altos e, assim, classificando-os altamente sobre medidas de desempenho. Por fim, a literatura argumenta que altos níveis de CSE podem ser um fator de capacidade. Essa última teoria deriva de intuições feitas sobre autoavaliações fundamentais de conexões anteriores encontradas na literatura. Por exemplo, a literatura conectou o construto do autoconceito positivo, uma ideia semelhante às autoavaliações centrais, à capacidade de lidar bem com as mudanças organizacionais. Além disso, os traços individuais individuais de autoavaliação, como estabilidade emocional, têm sido associados ao desempenho no trabalho em ambientes de equipe (Mount, Barrick & Stewart, 1995, como citado em). Por fim, sugere-se que aqueles com um autoconceito positivo provavelmente tenham um bom desempenho nas configurações de atendimento ao cliente devido às suas exibições emocionais positivas. Essas descobertas apoiam a possibilidade de que autoavaliações importantes possam indicar uma pessoa com capacidade de lidar bem com as mudanças organizacionais, trabalhar bem em grupos e exibir emoções positivas, as quais contribuem para um melhor desempenho.

#### Papel da motivação
Apesar da variedade de teorias, a motivação geralmente é o mediador mais aceito das autoavaliações centrais e da relação de desempenho no trabalho. literatura anterior sugere que aqueles com autoavaliações negativas (baixa CSE) verão uma tarefa difícil e determinarão que está além de suas capacidades ou fora de seu controle, portanto, incontrolável. Isso resultará em baixa motivação e, consequentemente, baixo desempenho. Indivíduos com alto nível de CSE, por outro lado, estarão altamente motivados para concluir tarefas desafiadoras porque acreditam que têm a capacidade e o controle para concluir as tarefas com êxito. Consequentemente, indivíduos com alto nível de escolaridade com alta motivação terão maior probabilidade de ter um desempenho melhor em seus empregos do que indivíduos com baixo nível de escolaridade.
A maioria da literatura que examina as principais autoavaliações e a satisfação no trabalho também examina como essas duas construções se relacionam com a satisfação geral da vida de uma pessoa. Consistentemente, verificou-se que as pessoas com autoavaliações mais altas têm maior probabilidade de ficarem satisfeitas com seus empregos e com suas vidas em geral do que aquelas com baixa autoavaliação.

### Estresse no trabalho
Indivíduos que se avaliam positivamente (ou seja, têm autoavaliações importantes) têm maior probabilidade de lidar ativamente com situações de estresse no trabalho. É mais provável que eles tentem alterar a situação do que deixar que o estresse os afete. Em outras palavras, indivíduos com alto nível de consciência social perceberão menos estresse no trabalho do que indivíduos com baixa autoavaliação.

### Esgotamento do trabalho
A exaustão no trabalho decorre do estresse no trabalho. Uma pessoa que sofre de burnout está exausta, cínica e sem motivação. Semelhante ao estresse no trabalho, o esgotamento do trabalho também foi relacionado ao construto principal de autoavaliações. Indivíduos com autoavaliações baixas sentem consistentemente que são incapazes de lidar com tarefas de trabalho porque não têm capacidade ou controle. Por esse motivo, aqueles com autoavaliação baixa serão mais suscetíveis ao esgotamento do trabalho do que aqueles com autoavaliação alta, que se avaliam positivamente e confiam em sua capacidade de gerenciar a situação. Isso é particularmente importante devido ao relacionamento consistente do burnout com o comportamento de rotatividade voluntária (por exemplo, indivíduos que optam por deixar o emprego), o que é muito caro para todas as organizações.

### Sucesso econômico
Judge e Hurst (2007) realizaram um estudo longitudinal que avaliou autoavaliações centrais em relação ao nível de renda em indivíduos como adultos jovens e mais tarde quando eles entraram na meia-idade. Os autores descobriram que as autoavaliações centrais têm uma relação positiva com o nível de renda. Em outras palavras, indivíduos com autoavaliações mais altas terão maior probabilidade de obter níveis mais altos de renda. Isso pode ocorrer porque aqueles com alto nível de característica de CSE buscam melhores empregos, que oferecem oportunidades para mobilidade ascendente e, portanto, maior renda. O efeito também pode ocorrer em função da relação entre autoavaliações centrais, motivação e desempenho. As autoavaliações de alto nível são indicativas de uma pessoa altamente motivada para desempenhar com competência, o que levará a um melhor desempenho e, mais tarde, talvez, a um salário mais alto.
Além disso, os autores avaliaram o papel que as autoavaliações centrais podem desempenhar na moderação da relação estabelecida entre o status socioeconômico da família e o desempenho acadêmico do indivíduo como preditores de sucesso econômico mais tarde na vida. A literatura anterior confirmou que, se você crescer em uma família abastada e possuir um nível superior de educação, terá mais sucesso econômico. Judge e Hurst (2007) descobriram que as autoavaliações centrais poderiam fortalecer esse relacionamento. Em outras palavras, um indivíduo com alto nível de autoavaliação terá mais chances de capitalizar as vantagens concedidas a eles por meio do sucesso econômico de suas famílias ou por meio de suas próprias realizações acadêmicas e, consequentemente, terá mais chances de obter sucesso financeiro mais tarde na vida. Os autores explicam que indivíduos com alto nível de autoavaliação lidam melhor com eventos e situações que encontram na vida e são motivados a aumentar consistentemente seu desempenho e, portanto, têm maior probabilidade de capitalizar as vantagens educacionais e financeiras que já possuem em idade adulta jovem. Isso permitirá que eles tenham maior sucesso econômico, medido por sua renda, na meia-vida.

## Novas direções/desenvolvimentos
Na literatura mais recente, as autoavaliações principais foram associadas a:
- Participação no treinamento de força: Verificou-se que a característica CSE influencia positivamente a participação de idosos no treinamento de resistência progressivo, que é um tipo de treinamento de força.[37] Estudos de generalização devem ser realizados para determinar se as autoavaliações centrais são preditivas de participação em outros tipos de treinamento em todas as populações.
- Comportamento do gerenciamento de desempenho: juntamente com a consciência, a alta CSE previu um julgamento mais positivo da eficácia e capacidade da equipe (ou seja, alta eficácia coletiva), o que, por sua vez, leva a um melhor comportamento da equipe de gerenciamento de desempenho (por exemplo, estabelecimento de metas da equipe, coordenação de tarefas, monitoramento do progresso). em direção à meta).[38] Isso sugere que a pesquisa sobre autoavaliações centrais se expanda para incluir como os traços de CSE podem influenciar as equipes e seu desempenho.
- Conflito e enriquecimento entre papéis: aqueles com alto nível de CSE tendem a perceber e buscar maiores níveis de apoio, permitindo que eles gerenciem efetivamente várias funções da vida (por exemplo, sua função em casa, sua função no trabalho, etc.).[39]
- Identidade profissional: A alta CSE se relaciona positivamente com a identidade profissional (ou seja, compromisso e exploração da identidade de um trabalhador), que está positivamente relacionada à satisfação com a vida.[40] Isso adiciona informações adicionais sobre a relação entre autoavaliações centrais e satisfação com a vida.
- Dificuldades na tomada de decisão na carreira: As mulheres criadas com um estilo parental autoritário desenvolveram autoavaliações negativas principais, o que lhes causou maior dificuldade em tomar uma decisão profissional mais tarde na vida.[41] Estudos futuros devem ser conduzidos para determinar de maneira mais ampla os efeitos do estilo parental nas autoavaliações centrais e nas capacidades subsequentes de tomada de decisão na carreira.
- Exaustão emocional e cinismo: A CSE alta está associada a níveis mais baixos de exaustão emocional e cinismo, ambos relacionados à baixa satisfação no trabalho.[42]
- Enriquecimento profissional-familiar: Mesmo quando o apoio organizacional percebido é baixo, os indivíduos com alto nível de consciência social relatam sentir maior enriquecimento profissional-familiar (ou seja, eventos em um papel, sejam relacionados ao trabalho ou à família, melhoram a qualidade de vida no outro) do que aqueles com CSE baixo.[16]
- Conflito escola-trabalho e enriquecimento escola-trabalho: Da mesma forma, níveis mais altos de CSE correlacionam negatividade com conflito escola-trabalho e positivamente com enriquecimento escola-trabalho.[17]
- Troca de líder-membro: Altos níveis de CSE subordinado e líder aumentam a clareza da função do subordinado (isto é, compreensão das responsabilidades do trabalho e função organizacional), o que por sua vez leva a trocas mais positivas de líder-membro (ou seja, interações entre líderes e membros).[43]
- Eficácia da equipe: altos níveis de CSE aprimoram as redes sociais da equipe, o que aumenta a eficácia da equipe.[18] Mais uma vez, esta pesquisa sugere a necessidade de expandir a exploração das autoavaliações centrais, além do desempenho individual, para o desempenho de grupos e equipes.

## Implicações práticas
As autoavaliações principais foram estudadas principalmente com dois dos resultados mais importantes no trabalho: satisfação no trabalho e desempenho no trabalho. Devido às relações consistentes entre as principais autoavaliações e esses resultados encontrados na literatura, é importante examinar a implicação desses achados no uso das principais medidas de autoavaliação em um ambiente de negócios aplicado.

### Seleção de mão-de-obra
Seleção de mão-de-obra é o processo que uma organização usa para escolher o indivíduo apropriado a ser contratado para um cargo. Devido à sua relação direta com a satisfação e o desempenho no trabalho, parece lógico que as autoavaliações centrais sejam incluídas nos métodos de seleção de pessoal. De fato, os pesquisadores apoiam essa ideia até certo ponto. Abaixo estão as vantagens e desvantagens do uso de autoavaliações centrais na seleção, conforme sugerido por Judge, Erez, & Bono (1998).

#### Vantagens
1. Desde que todas as facetas das autoavaliações centrais (ou seja, lócus de controle, estabilidade emocional, auto-eficácia generalizada e auto-estima) sejam incluídas, a medida continuará sendo um preditor válido de satisfação e desempenho no trabalho.
2. As medidas de cada faceta principal de autoavaliação são acessíveis principalmente ao público, em oposição a propriedades proprietárias, como as Cinco Grandes medidas de personalidade.
3. A pesquisa não revela impacto adverso das autoavaliações centrais contra minorias ou funcionários mais velhos. O impacto adverso descreve uma prática que afeta desproporcionalmente membros de um grupo minoritário. Esses resultados da pesquisa sugerem que os principais níveis de autoavaliação não diferem desproporcionalmente nos funcionários mais velhos ou nos grupos minoritários e, portanto, não impedem que os membros desses grupos sejam selecionados para um emprego.[carece de fontes?]

#### Desvantagens
1. As autoavaliações centrais demonstram um impacto adverso leve a moderado contra as mulheres.
2. A maioria das pesquisas sugere que os candidatos não acreditam que as medidas de personalidade sejam relevantes para a seleção. Assim, os candidatos podem não perceber um sistema de seleção justo se uma medida de personalidade for incluída.
3. Semelhante a outras medidas de personalidade, a conveniência social, em que os participantes tentam "fingir" ou responder com respostas que serão vistas favoravelmente por outros em vez de responder honestamente, é uma desvantagem do uso de autoavaliações centrais na seleção.

Devido às vantagens para os empregadores em empregar indivíduos com autoavaliações importantes, são necessárias mais pesquisas para determinar a praticabilidade da medida de autoavaliação central como parte de um método de seleção.

## Desvantagens do hyper-CSE
Embora a CSE seja geralmente considerada uma característica positiva, a hiper-CSE (ou seja, níveis muito altos de autoavaliações centrais) pode levar a resultados negativos. Hiller e Hambrick (2005) sugerem que o hiper-CSE, comum em executivos, pode levar à tomada de decisões contaminadas (por exemplo, processo de tomada de decisão estratégica menos abrangente e mais centralizado, maior organização persistência na busca de estratégias lançadas pelo executivo). Além disso, como as pessoas com autoavaliações de alto nível provavelmente têm mais confiança em si mesmas e acreditam que controlam seu próprio ambiente, hiper-CSE também pode resultar em efeito de excesso de confiança e/ou ilusão de controle.

## Críticas
À medida que a pesquisa aumenta a construção das autoavaliações centrais, duas grandes críticas à característica se desenvolvem.

### Suporte teórico
A teoria por trás do construto central de autoavaliações é abstrata. Ele postula que as avaliações fundamentais de uma pessoa podem influenciar a maioria das outras avaliações que elas fazem sobre si mesmas e seu ambiente. Por esse motivo, é difícil testar empiricamente a característica CSE e seu efeito subconsciente no lugar do controle, neuroticismo, auto-estima e auto-eficácia generalizada. Além disso, não está claro por que a teoria da CSE escolheu as quatro dimensões que ela abrange.
- O lócus de controle não foi originalmente incluído na lista de características que constituiriam autoavaliações principais.[1] Foi adicionado como consideração posteriormente porque "geralmente atende aos critérios estabelecidos por Judge et al. (1997)"[1] de ser uma característica essencial da autoavaliação.[13] Mais tarde, embora alguns pesquisadores tenham concordado que era menos auto-orientada do que as outras variáveis porque possui uma dimensão externa, ela se tornou parte da teoria por duas razões principais: 1) Sua escala media muitos itens auto-orientados, e 2) porque estava conceitual e empiricamente relacionada à autoeficácia generalizada (uma metanálise confirma uma correlação de 0,56, uma das mais baixas correlações entre os traços da CSE).[10][13]
- Outras características, como o otimismo disposicional, uma tendência a acreditar que as coisas vão sair positivas, também foram consideradas, mas depois não foram incluídas.[1] As razões por trás desta decisão não são claras, mas incluem o fato de que esse construto não está tão bem representado na literatura.[1][13] Também foi sugerido que o otimismo disposicional pode não ser distinto do neuroticismo ou de outros traços disposicionais.[1] Pesquisas futuras devem examinar a teoria de maneira mais empírica e fornecer uma distinção de quão ampla, fundamental e avaliativa uma característica deve ser para ser incluída na pesquisa principal de autoavaliação.[47]

### Conceitualização da característica
Estudos anteriores teorizaram que a CSE é uma característica subjacente (isto é, latente) que explica a relação entre lócus de controle, neuroticismo, auto-eficácia e auto-estima. No entanto, também foi sugerido que as autoavaliações centrais podem ser conceituadas como um "construto agregado", composto ou previsto por suas quatro dimensões. Em outras palavras, os níveis de um indivíduo em cada uma dessas características podem prever seu nível de autoavaliações centrais, em oposição ao contrário. Essa diferença de conceituação tem implicações importantes na forma como a CSE é medida e, portanto, tem implicações importantes nos efeitos encontrados ao pesquisar esse construto. Por esse motivo, são necessárias pesquisas adicionais para examinar essa discrepância de conceituação.